# Raphaël Mohamed
Raphaël Mohamed (* 2. Februar 1998 in Saint-Paul auf Réunion) ist ein französischer Hürdenläufer, der sich auf die 110-Meter-Distanz spezialisiert hat.

## Sportliche Laufbahn
Erste internationale Erfahrungen sammelte Raphaël Mohamed im Jahr 2024, als er bei den Europameisterschaften in Rom in 13,45 s den vierten Platz über 110 Meter Hürden belegte. Zuvor verbesserte er seine Bestleistung auf 13,27 s und erfüllte damit die Qualifikationsnorm für die Olympischen Spiele in Paris. Dort schied er im August mit 13,41 s im Halbfinale aus.

## Persönliche Bestleistungen
- 110 m Hürden: 13,27 s (+1,7 m/s), 19. Mai 2024 in Montgeron
  - 60 m Hürden (Halle): 7,73 s, 8. Februar 2023 in Mondeville